# The Astronomical Almanac
The Astronomical Almanac (traducción al español: El Almanaque Astronómico) es un almanaque publicado por el Observatorio Naval de los Estados Unidos y la Oficina del Almanaque Náutico de Su Majestad, y contiene las efemérides del sistema solar y catálogos de determinados objetos estelares y galácticos.
El Explanatory Supplement to the Astronomical Almanac (traducción al español: Suplemento Explicatorio al Almanaque Astronómico) ofrece una detallada explicación del uso y métodos de reducción de datos usados en el The Astronomical Almanac.